# Karin Westman
Karin Elisabet Westman, född 28 juli 1897 i Helsingfors, död 1972, var en finländsk skolledare.
Westman, som var dotter till tulltjänsteman Karl K. Kyrklund och Lydia Elisabet Lönnrot, blev student 1917 och filosofie magister 1923. Hon företog studieresor till Sverige, Frankrike, Österrike, Italien och Schweiz. Hon var lärare i svenska och historia vid Svenska flicklyceet, Privata svenska flickskolan och Tyska skolan i Helsingfors, vid Vasa lyceum 1923–1929, vid Heurlinska skolan i Åbo 1929–1955, rektor 1929–1947 och äldre lektor i svenska vid Åbo svenska flicklyceum 1955–1963. Hon ingick 1935 äktenskap med lektor Edmund Westman.